# 松井剛
松井 剛（まつい たけし、1972年 - ）は、日本の経営学者。一橋大学大学院経営管理研究科教授、東京科学大学エネルギー・情報卓越教育院教授。
専門・専攻はマーケティング、マーケティング論、消費者行動論、文化社会学。
日本商業学会賞奨励賞、日本商品学会賞、テイラーアンドフランシス最優秀論文賞、助成研究吉田秀雄賞奨励賞等受賞。

## 人物・経歴
北海道生まれ。北海道札幌北高等学校を経て、1995年、一橋大学商学部卒業。1997年、一橋大学大学院商学研究科博士前期課程修了、2000年、同博士後期課程修了。学位論文「『消費と自已実現』：消費社会の進歩主義的理解の歴史的再検討」により博士（商学）の学位を取得。審査員は沼上幹、伊丹敬之、栗原史郎。
PRプランナーの中川淳一郎が学部生として商品学片岡寛ゼミに所属していたとき、同ゼミの大学院生として指導を行った。
2000年から一橋大学大学院商学研究科専任講師。同准教授、プリンストン大学社会学部客員研究員を経て、2013年、一橋大学大学院商学研究科教授、消費者行動研究学会監事。2021年、東京工業大学エネルギー・情報卓越教育院教授。2024年、東京科学大学エネルギー・情報卓越教育院教授。

## 賞与
2013年、日本マーケティング学会第2回マーケティングカンファレンス2013ベストペーパー賞受賞。2014年、日本商業学会賞奨励賞及び日本商品学会論文賞受賞。同年、鷲田祐一及び上原渉との共著論文"Do Foreign Creative Industry Products Contribute to the Promotion of Products imported from the Same Country?"により、世界マーケティング経営学会連合（GAMMA）Global Marketing Conferenceテイラーアンドフランシス最優秀論文賞受賞。2015年日本商品学会賞受賞。同年助成研究吉田秀雄賞奨励賞受賞。

## 著書
- 『観光のビジネスモデル』（共著）学芸出版社 2011年
- 『ことばとマーケティング』碩学舎 2013年
- 『「学問」はこんなにおもしろい!』（木村草太,安田洋祐,青山潤と共著）講談社 2014年
- 『北米マンガ市場の開拓者』（三原龍太郎と共著）東洋経済新報社 2014年
- 『1からの消費者行動』（西川英彦と共編）碩学舎 2016年
- 『欲望する「ことば」 「社会記号」とマーケティング』（嶋浩一郎と共著）集英社新書 2017年